# Юловське городище
Юловське городище — археологічна пам'ятка 1000—1300 років, розташована у місті Городище при злитті правої притоки Сури річки Юловка та її притоки річки Кічкілєйка. Середньовічне місто Буртас.

## Дослідження
Вперше згадується у джерелах 1768 року Петером Симоном Палласом. Згодом обстежувалось Олексієм Кротковим, Михайлом Полєсських та іншими. Розкопки городища проведені Геннадієм Бєлорибкіним у 1985-92 роках.

## Столиця Буртаського князівства
Юловське городище, ймовірно, було столицею Буртаського князівства, — державного формування середньовічного надвозького народу — буртасів. Буртаське князівство займало всю територію сучасної Пензенської області. Через місто проходив трансєвропейський торговий шлях з руського Києва на Булгар.
Юловське городище зруйновано під час монголо-татарської навали.

## Опис городища
Юловське городище огороджене валом з ровом, має замок, що підсилено трьома рядами валів з ровами. На валах стояли замкові стіни з дерев'яних зрубів. Усередині міста розташовувалися садиби з дерев'яними будинками, господарськими й виробничими спорудами.

## Речі
У культурному шарі зібрано безліч виробів гончарів, ковалів, косторізів, ювелірів та інших майстрів. Також виявлені залишки тваринної їжі та залишки верблюдів.
Виявлено скарби срібляних речей.